# AFC Champions League 2012
Die AFC Champions League 2012 ist die 31. Auflage des höchsten Kontinentalwettbewerbs in Asien, der zum neunten Mal unter seinem jetzigen Namen ausgetragen wird. Der Gewinner des Wettbewerbs qualifiziert sich für die FIFA-Klub-Weltmeisterschaft 2012.

## Qualifikation

### Teilnahmeberechtigte Länder
Anders als zum Beispiel bei der UEFA Champions League sind nur bestimmte Länder und Verbände teilnahmeberechtigt, die den Kriterien der AFC entsprechen.
Die AFC hat die Teilnahmekriterien Ende 2010 für die folgenden zwei Jahre bestimmt. Bereits am 30. November 2009 gab die AFC bekannt, dass zusätzlich zu den zehn teilnehmenden Verbänden noch zwölf Mitglieder Interesse an einer Teilnahme an der AFC Champions League haben, anschließend zog Singapur seinen Antrag zurück. Hier die komplette Liste:

#### Ostasien
- Teilnehmende Verbände:  Australien,  Volksrepublik China,  Indonesien,  Japan,  Südkorea
- Teilnahmeinteresse:  Malaysia,  Myanmar,  Thailand
- Antragabzug:  Singapur
- Disqualifiziert:  Vietnam[3]

#### Westasien
- Teilnehmende Verbände:  Iran,  Katar,  Saudi-Arabien,  Vereinigte Arabische Emirate,  Usbekistan
- Teilnahmeinteresse:  Irak,  Jordanien,  Oman,  Pakistan,  Palästina,  Tadschikistan,  Jemen,  Indien

Anmerkung: Singapur, Thailand, Vietnam und Indien hatten bereits Vereine, die an den Qualifikationsplay-offs für die Gruppenrunde 2010 teilnahmen.

## Qualifizierte Mannschaften

### Qualifikationsrunde
Das Exekutivkomitee hat vorgeschlagen, dass eine Mannschaft aus Westasien an der Qualifikation für Ostasien teilnimmt, um das Gleichgewicht zu wahren.
| Westasien         | Westasien                                  |
| Verein            | Qualifikationsberechtigung                 |
| ----------------- | ------------------------------------------ |
| Esteghlal Teheran | Iranian Pro League 2010/11 Vizemeister     |
| Zob Ahan Isfahan  | Iranian Pro League 2010/11 3. Platz        |
|                   |                                            |
| Al-Ettifaq        | Saudi Professional League 2010/11 3. Platz |
|                   |                                            |
| Al-Shabab         | UAE Arabian Gulf League 2010/11 4. Platz   |
|                   |                                            |
| Neftchi Fargʻona  | Usbekische Profi-Fußballliga 2011 4. Platz |

| Ostasien                         | Ostasien                               |
| Verein                           | Qualifikationsberechtigung             |
| -------------------------------- | -------------------------------------- |
| Pohang Steelers                  | K-League 2011 3. Platz                 |
|                                  |                                        |
| Adelaide United                  | A-League 2010/11 3. Platz              |
|                                  |                                        |
| Persipura Jayapura               | Indonesia Super League 2010/11 Meister |
|                                  |                                        |
| FC Chonburi                      | Thai Premier League 2011 Vizemeister   |
| Teilnahme abgebrochen            |                                        |
| Liaoning Hongyun (zurückgezogen) | Chinese Super League 2011 3. Platz     |

### Gruppenphase
| Westasien (Gruppen A–D) | Westasien (Gruppen A–D)                                                    |
| Verein                  | Qualifikationsberechtigung                                                 |
| ----------------------- | -------------------------------------------------------------------------- |
| Lekhwiya                | Qatar Stars League 2010/11 Meister                                         |
| Al-Rayyan               | Emir of Qatar Cup 2011 Gewinner Qatar Stars League 2010/11 3. Platz        |
| Al-Gharafa              | Qatar Stars League 2010/11 Vizemeister                                     |
| al-Arabi (Katar)        | Qatar Stars League 2010/11 4. Platz                                        |
|                         |                                                                            |
| Al-Hilal                | Saudi Professional League 2010/11 Meister                                  |
| Al-Ahli                 | King Cup of Champions 2011 Gewinner                                        |
| Al-Ittihad              | Saudi Professional League 2010/11 Vizemeister                              |
|                         |                                                                            |
| Al-Jazira               | UAE Arabian Gulf League 2010/11 Meister UAE President Cup 2010/11 Gewinner |
| Baniyas SC              | UAE Arabian Gulf League 2010/11 Vizemeister                                |
| Al-Nasr                 | UAE Arabian Gulf League 2010/11 3. Platz                                   |
|                         |                                                                            |
| Paxtakor Taschkent      | Usbekischer Pokal 2011 Gewinner Usbekische Profi-Fußballliga 2011 3. Platz |
| Nasaf Karschi           | Usbekische Profi-Fußballliga 2011 Vizemeister                              |
|                         |                                                                            |
| Sepahan Isfahan         | Iranian Pro League 2010/11 Meister                                         |
| Persepolis Teheran      | Hazfi Cup 2010/11 Gewinner                                                 |

| Ostasien (Gruppen E–H) | Ostasien (Gruppen E–H)                                     |
| Verein                 | Qualifikationsberechtigung                                 |
| ---------------------- | ---------------------------------------------------------- |
| Kashiwa Reysol         | J. League 2011 Meister                                     |
| FC Tokyo               | Emperor’s Cup 2011 Gewinner                                |
| Nagoya Grampus         | J. League 2011 Vizemeister                                 |
| Gamba Osaka            | J. League 2011 3. Platz                                    |
|                        |                                                            |
| Jeonbuk Hyundai Motors | K-League 2011 Meister                                      |
| Seongnam Ilhwa Chunma  | Korean FA Cup 2011 Gewinner                                |
| Ulsan Hyundai          | K-League 2011 Vizemeister                                  |
|                        |                                                            |
| Guangzhou Evergrande   | Chinese Super League 2011 Meister                          |
| Tianjin Teda           | Chinese FA Cup 2011 Gewinner                               |
| Beijing Guoan          | Chinese Super League 2011 Vizemeister                      |
|                        |                                                            |
| Brisbane Roar          | A-League 2010/11 Meister                                   |
| Central Coast Mariners | A-League 2010/11 Vizemeister                               |
|                        |                                                            |
| Buriram United         | Thai Premier League 2011 Meister Thai FA Cup 2011 Gewinner |
|                        |                                                            |
| Bunyodkor Taschkent †  | Usbekische Profi-Fußballliga 2011 Meister                  |

† Bunyodkor Taschkent wurde in der East Zone gesetzt.

## Modus

### Gruppenphase
In der Gruppenphase spielten 32 Mannschaften in acht Gruppen mit jeweils vier Teams im Ligamodus (Hin- und Rückspiel). Dabei wurden die Mannschaften nach geographischen Gesichtspunkten aufgeteilt. In den Gruppen A bis D spielten die Teams aus West- und Zentralasien, in den Gruppen E bis G traten die Mannschaften aus Ost- und Südostasien an. Die beiden Gruppenersten qualifizierten sich für die Finalrunde der letzten 16. Das Turnier wurde mit der Drei-Punkte-Regel ausgetragen.

### Finalrunde
Das Viertelfinale ist ausgelost worden, es konnten jedoch nicht zwei Mannschaften aus einem Land direkt aufeinandertreffen. Die Mannschaften spielten im K.-o.-System mit Hin- und Rückspiel den Turniersieger aus, wobei die Auswärtstorregel galt. Sollte auch im Rückspiel und/oder Endspiel nach regulärer Spielzeit und Verlängerung kein Sieger feststehen, wird der Sieger im Elfmeterschießen ermittelt.
Der Turniersieger qualifizierte sich für die FIFA-Klub-Weltmeisterschaft 2012 in Japan.

## Spielplan
- Qualifikationsspiele: 11. und 18. Februar
- Gruppenphase: 6./7. März, 20./21. März, 3./4. April, 17./18. April, 1./2. Mai, 15./16. Mai
- Achtelfinale: 29./30. Mai
- Viertelfinale: 19. September und 2./3. Oktober
- Halbfinale: 24. und 31. Oktober
- Finale: 10. November

## Qualifikationsrunde
Die Halbfinalen finden am 10. Februar 2012 statt. Die Finals werden am 18. Februar 2012 ausgetragen.
|                   | Ergebnis   |                  |            |            |
| Westasien         | Westasien  | Westasien        | Westasien  | Westasien  |
| Halbfinale        | Halbfinale | Halbfinale       | Halbfinale | Halbfinale |
| ----------------- | ---------- | ---------------- | ---------- | ---------- |
| Esteghlal Teheran | 2:0        | Zob Ahan Isfahan |            |            |
| Finale            |            |                  |            |            |
| Al-Shabab         | 3:0        | Neftchi Fargʻona |            |            |
| Esteghlal Teheran | 3:1        | Al-Ettifaq       |            |            |

| Pohang Steelers | 2:0 | FC Chonburi        |
| Adelaide United | 3:0 | Persipura Jayapura |

## Gruppenphase

### Gruppe A
| Pl. | Verein            | Sp. | S | U | N | Tore    | Diff. | Punkte |
| --- | ----------------- | --- | - | - | - | ------- | ----- | ------ |
| 1.  | Al-Jazira         | 6   | 5 | 1 | 0 | 018:100 | +8    | 16     |
| 2.  | Esteghlal Teheran | 6   | 3 | 2 | 1 | 008:300 | +5    | 11     |
| 3.  | Al-Rayyan         | 6   | 2 | 0 | 4 | 009:120 | −3    | 06     |
| 4.  | Nasaf Karschi     | 6   | 0 | 1 | 5 | 004:140 | −10   | 01     |

|           | RAY | JAZ | KAR | EST |
| --------- | --- | --- | --- | --- |
| Al-Rayyan |     | 3:4 | 3:1 | 0:1 |
| Al-Jazira | 3:2 |     | 4:1 | 1:1 |
| Nasaf     | 0:1 | 2:4 |     | 0:2 |
| Esteghlal | 3:0 | 1:2 | 0:0 |     |

### Gruppe B
| Pl. | Verein             | Sp. | S | U | N | Tore    | Diff. | Punkte |
| --- | ------------------ | --- | - | - | - | ------- | ----- | ------ |
| 1.  | Al-Ittihad         | 6   | 5 | 1 | 0 | 013:400 | +9    | 16     |
| 2.  | Baniyas            | 6   | 3 | 2 | 1 | 009:200 | +7    | 11     |
| 3.  | Paxtakor Taschkent | 6   | 2 | 1 | 3 | 006:100 | −4    | 07     |
| 4.  | al-Arabi (Katar)   | 6   | 0 | 0 | 6 | 004:160 | −12   | 0      |

|            | ITT | ARA | YAS | PAX |
| ---------- | --- | --- | --- | --- |
| Al-Ittihad |     | 3:2 | 1:0 | 4:0 |
| al-Arabi   | 1:3 |     | 0:4 | 0:1 |
| Baniyas    | 0:0 | 2:0 |     | 2:0 |
| Paxtakor   | 1:2 | 3:1 | 1:1 |     |

### Gruppe C
| Pl. | Verein          | Sp. | S | U | N | Tore    | Diff. | Punkte |
| --- | --------------- | --- | - | - | - | ------- | ----- | ------ |
| 1.  | Sepahan Isfahan | 6   | 4 | 1 | 1 | 009:400 | +5    | 13     |
| 2.  | Al-Ahli         | 6   | 3 | 1 | 2 | 010:600 | +4    | 10     |
| 3.  | Lekhwiya        | 6   | 2 | 0 | 4 | 005:900 | −4    | 06     |
| 4.  | Al-Nasr         | 6   | 2 | 0 | 4 | 006:110 | −5    | 06     |

|          | SEP | AHL | LEK | NAS |
| -------- | --- | --- | --- | --- |
| Sepahan  |     | 2:1 | 2:1 | 1:0 |
| Al-Ahli  | 1:1 |     | 3:0 | 3:1 |
| Lekhwiya | 1:0 | 1:0 |     | 1:2 |
| Al-Nasr  | 0:3 | 1:2 | 2:1 |     |

### Gruppe D
| Pl. | Verein             | Sp. | S | U | N | Tore    | Diff. | Punkte |
| --- | ------------------ | --- | - | - | - | ------- | ----- | ------ |
| 1.  | Al-Hilal           | 6   | 3 | 3 | 0 | 010:700 | +3    | 12     |
| 2.  | Persepolis Teheran | 6   | 3 | 2 | 1 | 014:500 | +9    | 11     |
| 3.  | Al-Gharafa         | 6   | 1 | 3 | 2 | 007:100 | −3    | 06     |
| 4.  | Al-Shabab          | 6   | 0 | 2 | 4 | 005:140 | −9    | 02     |

|            | SHA | PER | HIL | GHA |
| ---------- | --- | --- | --- | --- |
| Al-Shabab  |     | 1:3 | 1:1 | 0:0 |
| Persepolis | 6:1 |     | 0:1 | 1:1 |
| Al-Hilal   | 2:1 | 1:1 |     | 2:1 |
| Al-Gharafa | 2:1 | 0:3 | 3:3 |     |

### Gruppe E
| Pl. | Verein              | Sp. | S | U | N | Tore    | Diff. | Punkte |
| --- | ------------------- | --- | - | - | - | ------- | ----- | ------ |
| 1.  | Adelaide United     | 6   | 4 | 1 | 1 | 007:200 | +5    | 13     |
| 2.  | Bunyodkor Taschkent | 6   | 3 | 1 | 2 | 008:700 | +1    | 10     |
| 3.  | Pohang Steelers     | 6   | 3 | 0 | 3 | 006:400 | +2    | 09     |
| 4.  | Gamba Osaka         | 6   | 1 | 0 | 5 | 005:130 | −8    | 03     |

|           | GAM | ADL | BUN | PST |
| --------- | --- | --- | --- | --- |
| Gamba     |     | 0:2 | 3:1 | 0:3 |
| Adelaide  | 2:0 |     | 0:0 | 1:0 |
| Bunyodkor | 3:2 | 1:2 |     | 1:0 |
| Pohang    | 2:0 | 1:0 | 0:2 |     |

### Gruppe F
| Pl. | Verein        | Sp. | S | U | N | Tore    | Diff. | Punkte |
| --- | ------------- | --- | - | - | - | ------- | ----- | ------ |
| 1.  | Ulsan Hyundai | 6   | 4 | 2 | 0 | 011:700 | +4    | 14     |
| 2.  | FC Tokyo      | 6   | 3 | 2 | 1 | 012:600 | +6    | 11     |
| 3.  | Beijing Guoan | 6   | 0 | 3 | 3 | 006:110 | −5    | 03     |
| 4.  | Brisbane Roar | 6   | 0 | 3 | 3 | 006:110 | −5    | 03     |

|          | ULS | TOK | BRI | BEG |
| -------- | --- | --- | --- | --- |
| Ulsan    |     | 1:0 | 1:1 | 2:1 |
| FC Tokyo | 2:2 |     | 4:2 | 3:0 |
| Brisbane | 1:2 | 0:2 |     | 1:1 |
| Beijing  | 2:3 | 1:1 | 1:1 |     |

### Gruppe G
| Pl. | Verein                 | Sp. | S | U | N | Tore    | Diff. | Punkte |
| --- | ---------------------- | --- | - | - | - | ------- | ----- | ------ |
| 1.  | Seongnam Ilhwa Chunma  | 6   | 2 | 4 | 0 | 013:500 | +8    | 10     |
| 2.  | Nagoya Grampus         | 6   | 2 | 4 | 0 | 010:400 | +6    | 10     |
| 3.  | Central Coast Mariners | 6   | 1 | 3 | 2 | 007:110 | −4    | 06     |
| 4.  | Tianjin Teda           | 6   | 0 | 3 | 3 | 002:120 | −10   | 03     |

|               | TTD | SIC | NAG | CCM |
| ------------- | --- | --- | --- | --- |
| Tianjin       |     | 0:3 | 0:3 | 0:0 |
| Seongnam      | 1:1 |     | 1:1 | 5:0 |
| Nagoya        | 0:0 | 2:2 |     | 3:0 |
| Central Coast | 5:1 | 1:1 | 1:1 |     |

### Gruppe H
| Pl. | Verein                 | Sp. | S | U | N | Tore    | Diff. | Punkte |
| --- | ---------------------- | --- | - | - | - | ------- | ----- | ------ |
| 1.  | Guangzhou Evergrande   | 6   | 3 | 1 | 2 | 012:800 | +4    | 10     |
| 2.  | Kashiwa Reysol         | 6   | 3 | 1 | 2 | 011:700 | +4    | 10     |
| 3.  | Jeonbuk Hyundai Motors | 6   | 3 | 0 | 3 | 010:150 | −5    | 09     |
| 4.  | Buriram United         | 6   | 2 | 0 | 4 | 008:110 | −3    | 06     |

|                | BUR | GEG | JHM | KAS |
| -------------- | --- | --- | --- | --- |
| Buriram United |     | 1:2 | 0:2 | 3:2 |
| Guangzhou      | 1:2 |     | 1:3 | 3:1 |
| Jeonbuk        | 3:2 | 1:5 |     | 0:2 |
| Kashiwa        | 1:0 | 0:0 | 5:1 |     |

## Finalrunde

### Achtelfinale
Die Begegnungen finden am 22., 23., 29. und 30. Mai 2012 statt. Alle Begegnungen wurden in einem Spiel entschieden.
|                       | Ergebnis              |                     |
| --------------------- | --------------------- | ------------------- |
| Al-Jazira             | 3:3 n. V. (2:4 i. E.) | Al-Ahli             |
| Sepahan Isfahan       | 2:0                   | Esteghlal Teheran   |
| Al-Ittihad            | 3:0                   | Persepolis Teheran  |
| Al-Hilal              | 7:1                   | Baniyas             |
| Adelaide United       | 1:0                   | Nagoya Grampus      |
| Seongnam Ilhwa Chunma | 0:1                   | Bunyodkor Taschkent |
| Ulsan Hyundai         | 3:2                   | Kashiwa Reysol      |
| Guangzhou Evergrande  | 1:0                   | FC Tokyo            |

### Viertelfinale
Die Hinspiele finden am 19. September, die Rückspiele am 2. Oktober 2012 statt.
|                 | Gesamt |                      | Hinspiel | Rückspiel |
| --------------- | ------ | -------------------- | -------- | --------- |
| Al-Ittihad      | 5:4    | Guangzhou Evergrande | 4:2      | 1:2       |
| Sepahan Isfahan | 1:4    | Al-Ahli              | 0:0      | 1:4       |
| Adelaide United | 4:5    | Bunyodkor Taschkent  | 2:2      | 2:3 n. V. |
| Ulsan Hyundai   | 5:0    | Al-Hilal             | 1:0      | 4:0       |

### Halbfinale
Die Hinspiele finden am 22. und 24. Oktober, die Rückspiele am 31. Oktober 2012 statt.
|                     | Gesamt |               | Hinspiel | Rückspiel |
| ------------------- | ------ | ------------- | -------- | --------- |
| Al-Ittihad          | 1:2    | Al-Ahli       | 1:0      | 0:2       |
| Bunyodkor Taschkent | 1:5    | Ulsan Hyundai | 1:3      | 0:2       |

### Finale
| Ulsan Hyundai                                    | Ulsan Hyundai | Al-Ahli | Al-Ahli |
| ------------------------------------------------ | --- | --- | ------- |
| Ulsan Hyundai                                    | \| 10. November 2012 in Ulsan (Ulsan-Munsu-Stadion) \| \| Ergebnis: 3:0 (1:0) \| \| Schiedsrichter: Ben Williams ( Australien) \| | \| 10. November 2012 in Ulsan (Ulsan-Munsu-Stadion) \| \| Ergebnis: 3:0 (1:0) \| \| Schiedsrichter: Ben Williams ( Australien) \| | Al-Ahli |
| Ulsan Hyundai                                    | Kim Young-kwang – Kang Min-soo, Kwak Tae-hwi , Lee Yong – Lee Ho (48. Ko Chang-hyun), Julián Estiven Vélez, Kim Seung-yong, Kim Young-sam (68. Lee Jae-sung) – Lee Keun-ho, Kim Shin-wook, Rafinha (89. Maranhão) Cheftrainer: Kim Ho-gon | Abdullah Mayyof – Kamel Al-Mor, Waleed Bakshwin (71. Abdulrahim Jaizawi), Ageel Balghath, Haidar Al-Amer, Jairo Palomino – Taisir al-Jassim (86. Diego Alberto Morales), Moataz Al-Musa (72. Mohsen Al-Eisa), Mustafa Besas – Victor Simões, Amad Al Hosni Cheftrainer: Karel Jarolím ( Tschechien) | Al-Ahli |
| Ulsan Hyundai                                    | 1:0 Kwak Tae-hwi (13.) 2:0 Rafinha (67.) 3:0 Kim Seung-Yong (76.) | | Al-Ahli |
| Ulsan Hyundai                                    | Kang Min-soo (31.), Rafinha (79.) | Moataz Al-Musa (66.) | Al-Ahli |
| 10. November 2012 in Ulsan (Ulsan-Munsu-Stadion) | | |         |
| Ergebnis: 3:0 (1:0)                              | | |         |
| Schiedsrichter: Ben Williams ( Australien)       | | |         |

## Beste Torschützen
| Rang | Spieler           | Klub                        | Tore |
| ---- | ----------------- | --------------------------- | ---- |
| 1    | Ricardo Oliveira  | Al-Jazira Club              | 12   |
| 2    | Naif Hazazi       | Ittihad FC                  | 8    |
| 3    | Rafinha           | Ulsan Hyundai               | 7    |
|      | Victor Simões     | al-Ahli (Saudi-Arabien)     | 7    |
| 5    | Darío Conca       | Guangzhou Evergrande        | 6    |
|      | Kim Shin-wook     | Ulsan Hyundai               | 6    |
| 7    | Bruno Correa      | Sepahan FC                  | 5    |
|      | Amara Diané       | al-Nasr Sports Club (Dubai) | 5    |
|      | Leandro Domingues | Kashiwa Reysol              | 5    |
|      | Byung-Soo Yoo     | Al-Hilal (Saudi-Arabien)    | 5    |
|      | Éamon Zayed       | Persepolis                  | 5    |